# Emílio Ribas
Pour les articles homonymes, voir Ribas.
Emílio Ribas est un médecin brésilien, né le 11 avril 1862 à Pindamonhangaba et mort le 19 février 1925 à São Paulo.
Il se consacre à l’étude des maladies tropicales, notamment d’origine parasitaire. Il est le fondateur de l’Instituto Butantan.